# 寶野亞莉華
寶野亞莉華（宝野 アリカ，1963年9月28日—）是日本的女性歌手。熊本縣熊本市出身，血型為A型。原名“广永アリ”。通称アリカ大人或アリカ姐姐。

## 背景
由於父母是西洋畫家，於是被教育的十分感性。約從出道前，開始了CM歌曲的工作。常寫詩及散文、時而畫圖、或自製洋裝邊從事著製作童話劇的工作、就這樣無憂無慮的度過數年、在1988年與片倉三起也成立「蟻プロジェクト」、後至1992年7月以「ALI PROJECT」之名正式出道。同時擔任作詞和主唱。也有其他名義推出作品，例如：KOARI。除此之外、個人還主導著哥德羅莉塔風格的品牌設計「少女貴族」・已有販售商品。

## 楽曲提供
- Wink
  - 月と太陽（作詞）
- 茅原実里
  - Celestial Diva（作詞）
- AAA
  - ZERO（作詞）
- petit milady
  - 緋ノ糸輪廻ノGEMINI（作詞）
- 相坂優歌
  - 翡翠蝶の棲む処(作詞)
- ALI PROJECT（作詞）
  - 鬼帝の剣

## 著書
- 薔薇色翠星歌劇団 (1998年、愛育社、ISBN 4750000388)
- 少女遊戯 (2002年、愛育社、ISBN 4750001287)
- 血と蜜 宝野アリカ歌詞詩集 (2003年、愛育社、ISBN 4750001570)
- 人造美女は可能か? (2006年、慶應義塾大学出版会、ISBN 9784766413014) - 巽孝之・荻野アンナ 編著。宝野著作參與。

## 外部連結
- 寶野亞莉華蜜薔薇翠星館(個人部落格)
- ALI PROJECT寶野亞莉華(官方部落格)